# Wood (Dakota del Sur)
Wood es un pueblo ubicado en el condado de Mellette en el estado estadounidense de Dakota del Sur. En el Censo de 2010 tenía una población de 62 habitantes y una densidad poblacional de 97,31 personas por km².

## Geografía
Wood se encuentra ubicado en las coordenadas 43°29′49″N 100°28′49″O / 43.49694, -100.48028. Según la Oficina del Censo de los Estados Unidos, Wood tiene una superficie total de 0.64 km², de la cual 0.64 km² corresponden a tierra firme y (0%) 0 km² es agua.

## Demografía
Según el censo de 2010, había 62 personas residiendo en Wood. La densidad de población era de 97,31 hab./km². De los 62 habitantes, Wood estaba compuesto por el 72.58% blancos, el 0% eran afroamericanos, el 8.06% eran amerindios, el 3.23% eran asiáticos, el 0% eran isleños del Pacífico, el 0% eran de otras razas y el 16.13% pertenecían a dos o más razas. Del total de la población el 1.61% eran hispanos o latinos de cualquier raza.